# Valdezate
Valdezate község Spanyolországban, Burgos tartományban. Valdezate Fuentelisendo, Haza, Cuevas de Provanco és Nava de Roa községekkel határos. Lakosainak száma 121 fő (2024).

## Népesség
A település népessége az utóbbi években az alábbiak szerint változott:
| Lakosok száma | 186  | 179  | 172  | 155  | 155  | 143  | 142  | 142  | 124  | 121  |
|               | 2001 | 2004 | 2006 | 2009 | 2011 | 2014 | 2016 | 2019 | 2021 | 2024 |